# 溫德米爾 (新墨西哥州)
溫德米爾（英語：Windmill）是位於美國新墨西哥州伊達爾戈縣的普查規定居民點。

## 人口
根據2020年美國人口普查的數據，溫德米爾的面積為3.74平方千米，皆為陸地。當地共有人口54人，而人口密度為每平方千米14.44人。